# Jean Pierre Vidal
Pour les articles homonymes, voir Vidal.
Cet article concerne l'écrivain. Pour le skieur, voir Jean-Pierre Vidal.
Jean Pierre Vidal né le 9 août 1952 à Alger, est un écrivain français.

## Biographie
Jean Pierre Vidal a vécu son enfance à Alger, son adolescence à Charleville. Il a vécu à Lyon la plus grande partie de sa vie.
Il a collaboré à de nombreuses revues : Verso, Aires, Faire part, Théodore Balmoral, Chef-lieu, La Nouvelle Revue française, Sud, Recueil, Arpa, La Sape, Le Paresseux, Écriture...

## Ouvrages
- Alentour de Philippe Jaccottet, numéro spécial préparé par André Ughetto et Jean Pierre Vidal, Sud, 1989[1]
- Philippe Jaccottet Pages retrouvées - Inédits - Entretiens - Dossier critique - Bibliographie, Payot Lausanne, 1989[2].
- Feu d'épines, Le Temps qu'il fait, 1993[3].
- La Fin de l'attente, Le Temps qu'il fait, 1995[4].
- Du Corps à la ligne, avec des estampes de Marie Alloy, Le Silence qui roule, 2000[5].
- Vie sans origine, avec des estampes de Marie Alloy, Les Pas perdus, 2003.
- Thanks, avec des estampes de Marie Alloy, Le Silence qui roule, 2010[6].
- Gravier du songe, avec des estampes de Marie Alloy, Le Silence qui roule, 2011.
- Le Jardin aux trois secrets, avec des estampes de Marie Alloy, Le Silence qui roule, 2015.
- Exercice de l'adieu, Le Silence qui roule, 2018.
- Passage des embellies, image de Marie Alloy, Arfuyen, 2020.
- Le vent la couleur, image de Marie Alloy, Le Silence qui roule, 2021

## Édition
- Philippe Jaccottet, Une transaction secrète : lectures de poésie, Gallimard, 1987
- Philippe Jaccottet, Écrits pour papier journal : chroniques 1951-1970, textes réunis et présentés par Jean-Pierre Vidal, Gallimard, 1994[7]
- Philippe Jacottet, Tout n'est pas dit : billets pour La Béroche, 1956-1964, Cognac, le Temps qu'il fait, 1994